# Billy Gillespie
William Ballintrae Gillespie (6 d'agost de 1891 - 2 de juliol de 1981) fou un futbolista nord-irlandès de la dècada de 1920.
Fou internacional amb la selecció d'Irlanda unificada.
Pel que fa a clubs, defensà els colors del Sheffield United durant dues dècades, marcant 137 gols en 492 partits.

## Palmarès
Jugador
Sheffield United
- FA Cup: 1925

Entrenador
Derry City
- City Cup: 1934-35, 1936-37